# Neferhetepes (Königstochter)

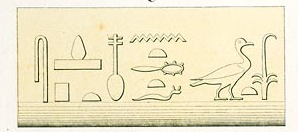
Türsturz mit Namen der Neferhetepes

Neferhetepes (gut ist ihre Gnade) war eine altägyptische Königstochter der 5. Dynastie (2504 bis 2347 v. Chr.). Sie ist nur von einer kurzen Inschrift bekannt, die sich einst am Türsturz zum Eingang zu ihrer Mastaba in Gizeh befand. 
Diese Inschrift am Eingang zu Neferhetepes Grab lautet in Übersetzung die leibliche Königstochter Neferhetepes, wurde von der Karl-Richard-Lepsius-Expedition kopiert und auch publiziert, die ebenfalls einen Plan und eine kurze Beschreibung des Grabbaues veröffentlichten. Das Grab wurde dann nochmals 1915 unter George Andrew Reisner freigelegt. Dessen Ergebnisse sind bisher nicht vollständig publiziert worden, sind aber auf einer Online-Datenbank einsehbar.
Die Inschrift, die unter Lepsius noch kopiert werden konnte, war bei der erneuten Freilegung von Reisner nicht mehr erhalten. Der königliche Vater von Neferhetepes ist unbekannt. Ihre Mastaba liegt nicht weit von derjenigen der Nimaathapi (II.) entfernt. Vielleicht gab es verwandtschaftliche Beziehungen zwischen beiden Frauen, doch bleibt dies reine Spekulation.